# BSA 28P突擊步槍
BSA 28P是一枝由英国槍械製造商伯明翰輕兵器有限公司的槍械設計師克勞德·佩里（英語：Claude Perry）和羅傑·威克羅（英語：Roger Wackrow）所研製的試驗型突击步枪，發射.280英寸（7毫米）口徑英式步枪子彈。

## 歷史
1945年以後，該武器被認為可以取代.303口徑李-恩菲爾德步槍。但是，與它的兩大競爭對手、同口徑的EM-2和7.62×51毫米北約口徑的L1A1 SLR相比，BSA 28P已顯得過時了。1950年夏天，28P步槍在恩菲爾德區進行了測試，但該槍並不特別準確。後膛中的爆炸表明該槍有故障，儘管隨後進行了改進，但最終，該項目以被放棄收場。

## 概述
28P型是氣動式操作的步槍，將後膛塊在機匣的左側閉鎖到位。它具有一具方形機匣，附有整體式光学瞄准镜和手槍握把狀的半槍托。扳機部分裝有齿轮與齒條和配重裝置，以降低其射速；而在其機匣旁邊的槍托左側其裝有徑向桿狀選擇器，分別標記A代表全自動、R代表半自動，以及S代表上保險。膛線為5條右旋、消焰器可用作榴彈發射器，並可用以裝上No. 5樣式刺刀。

## 資料來源
1. ↑  Hobart (1972), p. 109
2. ↑  Rifles of the World, 3rd edition, page 552

## 外部連結
- （英文）—Historical Firearms - BSA 28P The BSA 28P is an interesting side note to...（页面存档备份，存于）